# Густав Вільке
Густав Вільке (нім. Gustav Wilke; нар. 6 березня 1898, Дойч-Ейлау, Західна Пруссія — пом. 14 березня 1977, Оберстдорф, Баварія) — німецький воєначальник, генерал-лейтенант (1944) повітряно-десантних військ Німеччини в роки Другої світової війни. Кавалер Лицарського хреста Залізного хреста (1940).

## Біографія
Густав Вільке народився 6 березня 1898 року в місті Дойч-Ейлау в прусській провінції Західна Пруссія.
Військова кар'єра
- 27 грудня 1916 — фанен-юнкер
- 2 липня 1917 — фанен-юнкер-єфрейтор
- 8 липня 1917 — фанен-юнкер-унтер-офіцер
- 16 жовтня 1917 — фенріх
- 27 січня 1918 — лейтенант
- 1 лютого 1927 — обер-лейтенант
- 1 квітня 1934 — гауптман
- 1 березня 1937 — майор
- 1 листопада 1939 — оберст-лейтенант
- 1 березня 1942 — оберст
- 20 квітня 1943 — генерал-майор
- 1 травня 1944 — генерал-лейтенант

27 грудня 1916 року добровільно поступив на військову службу фанен-юнкером до 4-го гренадерського полку Прусської армії, бився на Східному та Західному фронтах. Завершив війну у званні лейтенанта. 21 січня 1920 звільнився з лав збройних сил Німеччини, однак 1 лютого 1925 року відновився на службі та був призначений до 2-го піхотного полку армії Веймарської республіки. Перебував на різних командних та штабних посадах у піхотних частинах рейхсверу.
З приходом нацистів до влади залишився в армії. З жовтня 1935 року перевівся до Люфтваффе, де служив на різних посадах. З 1 жовтня 1938 року командир роти в 23-му навчальному авіаційному полку. 1 квітня 1939 став командиром батальйону в цьому полку.
у листопаді 1939 року Г. Вільке призначили командиром авіапланерної групи Гагенов/Ліппштадт (нім. Luftlandegeschwader Hagenow/Lippstadt), яка готувалась до висадки повітряного десанту в Голландії. 24 травня 1940 року за проявлену мужність та сміливість у боях під час проведення операції нагороджений Лицарським хрестом Залізного хреста.
25 вересня 1940 року став командиром 1-ї десантно-транспортної авіаційної ескадри (LLG 1).
З вересня 1941 року призначений спеціальним представником Люфтваффе на виробництво компанії Messerschmitt, де брав участь у будівництві та розробці великомасштабних вантажних планерів.
1 березня 1942 року Г. Вільке присвоєне звання оберста. 1 травня він став командиром авіапольового полку, який пізніше переформували на 1-шу авіапольову дивізію Вермахту.
30 вересня 1942 року очолив цю дивізію, яка у складі 10-го армійського корпусу генерала К. Гансена утримувала позиції поблизу озера Ільмень.
20 квітня 1943 року підвищений у генерал-майори. З грудня 1943 року командував 2-ю, а потім 5-ю, 9-ю та в останні дні війни — 10-ю парашутними дивізіями Люфтваффе.
5 травня 1945 року захоплений у полон, де перебував до липня 1947 року.

## Нагороди
- Залізний хрест 2-го класу
- Почесний хрест ветерана війни з мечами
- Нагрудний знак пілота
- Медаль «За вислугу років у Вермахті» 4-го, 3-го і 2-го класу (18 років)
- Медаль «У пам'ять 1 жовтня 1938»
- Застібка до Залізного хреста 2-го класу
- Залізний хрест 1-го класу
- Лицарський хрест Залізного хреста (29 травня 1940)
- Нагрудний знак люфтваффе «За наземний бій»